# Antongilus
Antongilus é um género de besouro pertencente à família Histeridae.
Espécies:
- Antongilus bengalensis Mazur, 1989
- Antongilus biroi (Thérond, 1965)
- Antongilus cribrifrons Mazur, 1993
- Antongilus goliath (Mazur, 1975)
- Antongilus terricola (Gomy, 1969)